# مارك كيلي (ممثل)
مارك كيلي (بالإنجليزية: Mark Kiely)‏ هو ممثل أمريكي، ولد في 16 يناير 1963 في الولايات المتحدة.

## أعمال

### أفلام
- (1997) الحافة[2]
- (2003) بروس الخارق[3]
- (2014) القاضي[4][5]

### مسلسلات
- 24
- بيفرلي هيلز 90210
- جاغ
- جوال تكساس ووكر
- موردر
- قانون ونظام

## وصلات خارجية
- مارك كيلي (ممثل) على موقع IMDb (الإنجليزية)
- مارك كيلي (ممثل) على موقع ألو سيني (الفرنسية)
- مارك كيلي (ممثل) على موقع أول موفي (الإنجليزية)
- مارك كيلي (ممثل) على موقع قاعدة بيانات الأفلام السويدية (السويدية)
- مارك كيلي (ممثل) على موقع قاعدة بيانات الفيلم (الإنجليزية)
- مارك كيلي (ممثل) على موقع كينوبويسك (الروسية)